# Exomilopsis
Exomilopsis is een geslacht van weekdieren uit de klasse van de Gastropoda (slakken).

## Soorten
- Exomilopsis hipkinsi Powell, 1964
- Exomilopsis spica (Hedley, 1907)